# Харитонов, Александр Сергеевич
Александр Сергеевич Харитонов (род. 8 ноября 1986, Обнинск, Калужская область, РСФСР, СССР) — российский шахматист, гроссмейстер (2006).

## Биография
Будучи школьником, уже занимался активно шахматами и трижды получал стипендию для одаренных детей от администрации города. На полученную премию ему был куплен компьютер, с помощью которого он развивал свои шахматные способности.
Обучался шахматам в Шахматной школе Анатолия Карпова с 2004 по 2012 гг. и находится в списке лучших выпускников школы.
Неоднократный победитель турниров разного уровня в России и за рубежом. Бронзовый призёр командного чемпионат Греции 2006 года в составе «Салоников».
В составе сборной России участник нескольких чемпионатов мира и Европы среди юниоров, где завоевав три медали: золотую (Чемпионат Европы 2002, Пеньискола, категория до 16 лет), серебряную (Чемпионат мира 2003, Калитея, категория до 18 лет) и бронзовую (Чемпионат Европы 2003, Будва, категория до 18 лет).
В 2006 году А. С. Харитонову было присвоено звание гроссмейстера.
Участник 9 чемпионата Европы по шахматам (2008)
На 1 января 2019 года занимает 94-е место в российском рейтинге шахматистов и 525-е — в мировом.

## Спортивные рейтинги
Рейтинг РШФ: 2540 (классика), 2551 (быстрые), 2512 (блиц)
Рейтинг FIDE: 2547 (классика) , 2573 (быстрые) , 2509 (блиц)

## Изменения рейтинга
| Графики недоступны из-за технических проблем. См. информацию на Фабрикаторе и на mediawiki.org. |